# Convento della Santissima Trinità (Baronissi)
Il convento della Santissima Trinità (latino: Conventus Ssmae Trinitatis Sabae Terrae S. Severini) è un convento dei Frati Minori Francescani. Sorge su una collinetta anticamente chiamata "Monticello", al centro del comune di Baronissi, nella frazione di Sava.

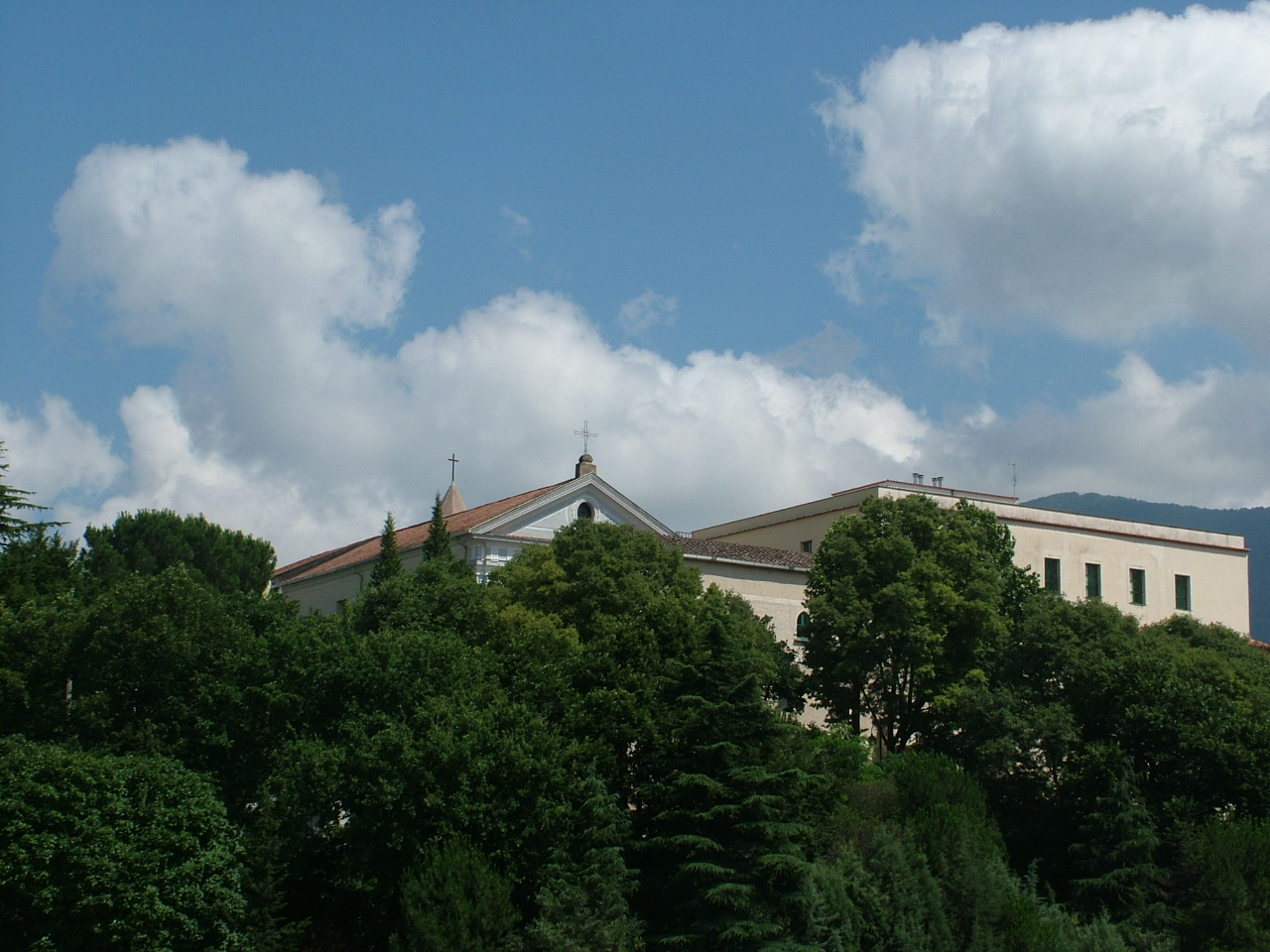
Il lato ovest del maestoso complesso.

## Storia

### La fondazione
La data della fondazione resta ancora oggi incerta. Il padre Niccolò Gasparino da Spinazzola lo vuole fondato dal beato Simone d'Assisi verso il 1212, ma questa affermazione non resiste alla critica storica. Sicuramente però il convento e la chiesa esistevano nella prima metà del secolo XV, poiché in detto convento nel 1449 sicuramente abitavano gli Osservanti, e nel 1451 morirono in concetto di santità il beato fra Paolo da Olevano sul Tusciano e fra Bernardo da Capaccio, i quali senza dubbio erano della gloriosa schiera degli Osservanti di Terra di Lavoro. Questo fatto suppone evidentemente che il convento in tale data era in piena efficienza e quindi doveva essere stato fondato già da qualche tempo. Inoltre nella chiesa, a destra di chi entra, c'è la tomba del cavaliere Giulio de S. Barbato, morto nel 1462. Quindi è molto probabile che il convento fu fondato nei primi decenni del Quattrocento, sotto l'impulso di san Bernardino da Siena e di san Giovanni da Capestrano, quando furono fondati anche altri conventi di cui manca la bolla di fondazione.

### L'incendio del 1532

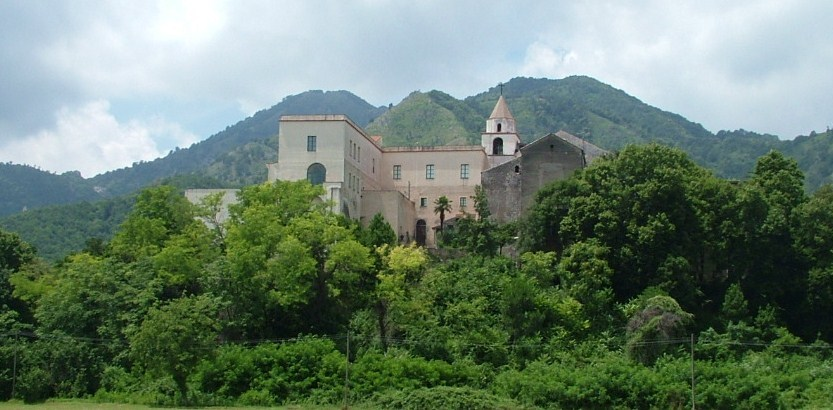
Il convento della SS.ma Trinità visto dal lato est.

Nel 1532 questo convento fu colpito da un forte incendio. Probabilmente la chiesa subì danni soltanto nel soffitto e negli arredamenti. Ciò si deduce dal fatto che in essa, oltre la tomba del cavaliere Giulio de S. Barbato morto nel 1462, si trova anche il magnifico sarcofago del giurista Giacomo de Gayano, morto il 12 luglio 1512 e sepolto nella cappella di Sant'Antonio. Forse più ingenti furono i danni subiti dal convento, tanto che nel 1582 non era stato ancora interamente ricostruito. Probabilmente questo incendio ebbe ripercussioni anche nei secoli successivi, dal momento che nel Settecento fu necessario rinforzare il lato est che minacciava rovina. Tuttavia gran parte dei danni subiti furono riparati dagli Osservanti i quali, però, non poterono godere a lungo il frutto dei loro sacrifici perché il 12 novembre 1594 il convento fu ceduto ai Riformati.

### Opere di rinnovamento nei secoli XVII e XVIII

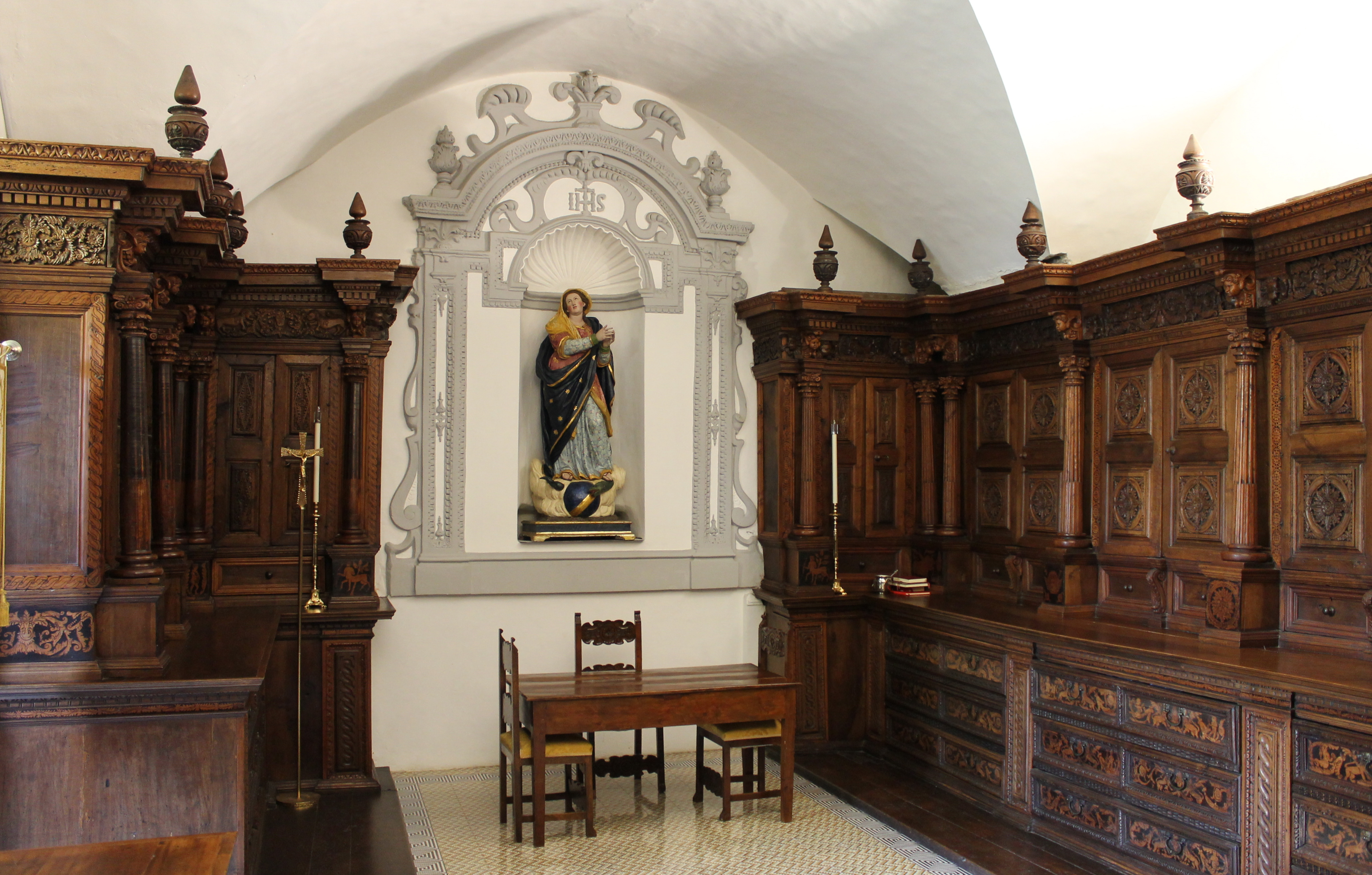
La sacrestia con gli armadi in noce e l'Assunta dello scultore Nicola Fumo.

Verso il 1644 iniziarono i lavori di ampliamento del convento che terminarono dopo il 1660. Questi lavori compresero anche la sacrestia ed il refettorio. 
La sacrestia, terminata nel 1648, fu commissionata da padre Giammaria da Sanseverino che fece abolire un piccolo corridoio che dal chiostro immetteva nella selva e ne ricavò un ampio locale. Inoltre commissionò a frate Innocenzo da Francavilla gli armadi che presentano intagli ed intarsi di grande qualità.

I lavori del refettorio, invece, terminarono nel 1681, come indica la data dell'affresco di Angelo e Francesco Solimena raffigurante Gesù servito dagli angeli nel deserto. Sulla parete opposta, all'ingresso del refettorio, un altro affresco reca la data 1723 ed il monogramma del Ricciardi. Esso rappresenta le Nozze di Cana, ed ha un intento intimistico, comprensibile dalla stessa scena impostata in una semplicità quotidiana. 

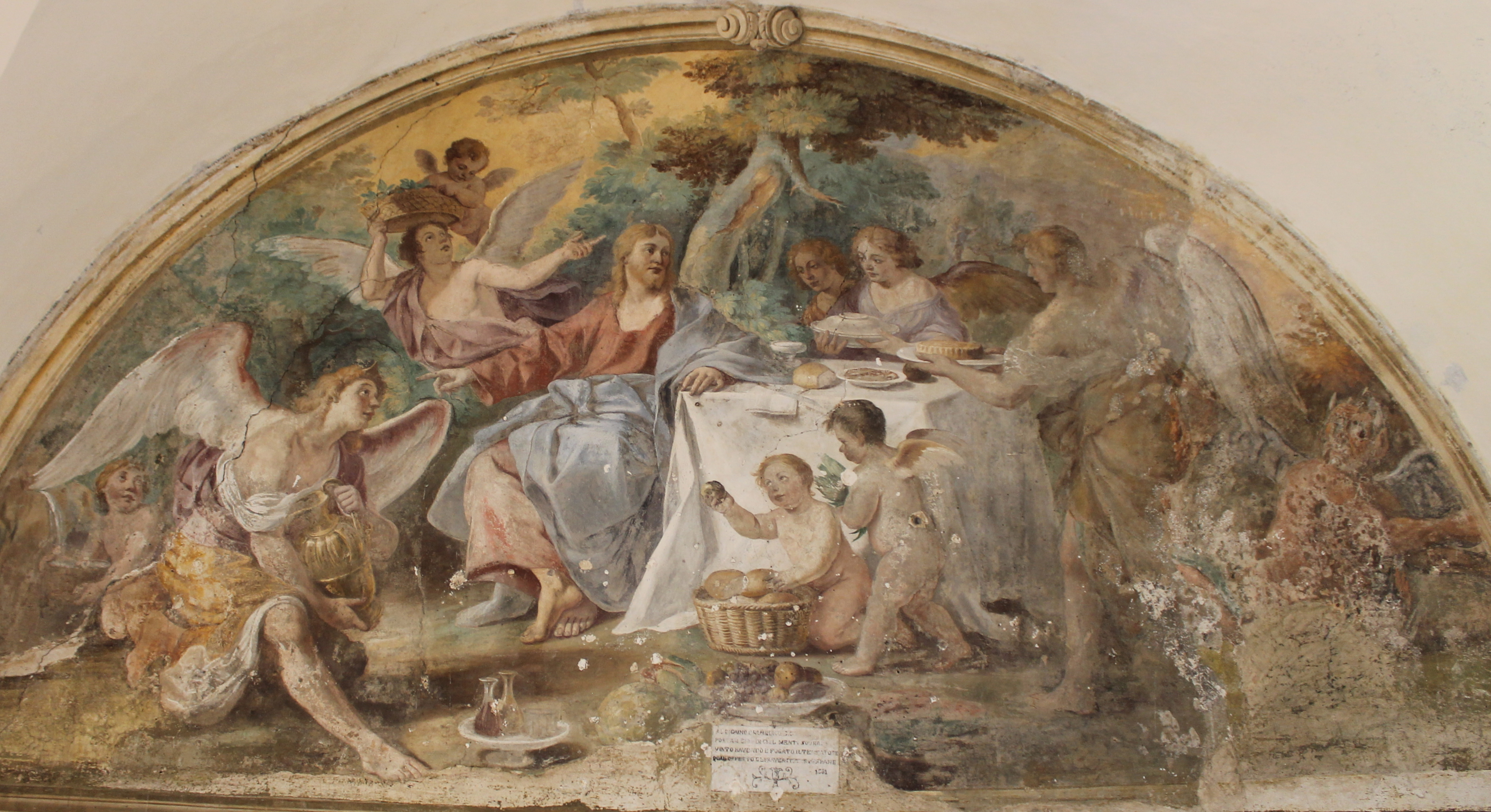
Gesù servito dagli angeli nel deserto, affresco datato 1681, Angelo e Francesco Solimena

Il convento in quegli anni ospitava inoltre un'infermeria che con il passare del tempo fu ricovero di frati provenienti anche da molti altri conventi. Si rese necessaria dunque la costruzione di una nuova infermeria, più grande e situata a mezzogiorno. Nel 1719 presero l'avvio i lavori e nel 1722 la costruzione era in stato avanzato, ed era terminata sicuramente nel 1724, come si desume da un'epigrafe. 
Altra attività praticata in questo convento era l'arte della lana. La prima notizia sull'esistenza del lanificio risale al 1621 e questa attività fu sempre florida. Nel 1841 furono acquistate importanti attrezzature per la filatura e la cardatura in modo da assicurare un rendimento maggiore. Tuttavia a seguito della soppressione del convento avvenuta nel 1866 si persero tutti i macchinari e cessò questa antica attività. 
Ancora nella seconda metà del XVIII secolo furono necessari alcuni lavori di rinforzo del complesso, che in alcuni punti minacciava rovina. Furono così costruite le verande sulla facciata sud e su quella est. Senza dubbio, i secoli in cui il convento ha vissuto il periodo più fiorente sono certamente il XVII e XVIII. Basti pensare, oltre alle numerosissime attività sopracitate che vi si svolgevano, anche alle importanti personalità fortemente legate a questo centro spirituale come il P. Diego Campanile da Sanseverino, custode di Terra Santa, o il missionario e martire d'Etiopia, fra' Felice de Felice da Sanseverino, gli artisti come Angelo e Francesco Solimena, Niccolò Fumo, Luigi Rodriguez, Michele Ricciardi, Teodoro d'Errico e moltissimi altri.

### Dalla soppressione ai giorni nostri
All'inizio del XIX secolo, con l'emanazione delle leggi di soppressione dei conventi, anche questo complesso rischiò di chiudere, ma fu risparmiato perché il numero di frati che vi abitavano era superiore a quello stabilito dalla legge. Ma purtroppo non subì la stessa sorte nel 1866. Da questa data il convento passò al Comune di Baronissi, che lo vendette al Liceo di Salerno, che a sua volta, per oscure questioni, lo rivendette al Comune di Baronissi. I frati per riavere il loro convento dovettero aspettare il 1892, anno in cui il Comune glielo vendette per la somma di 18000 Lire. Appena riaperto, il convento ospitò il chiericato di filosofia e teologia. Tale attività durò per un decennio, ossia fin quando fu istituito il Collegio Serafico. Durante la prima guerra mondiale il convento fu occupato dall'autorità militare ed ospitò i prigionieri di guerra. Durante la seconda guerra mondiale invece vi trovarono riparo i militari tedeschi, e per questo motivo fu attaccato dagli americani, fortunatamente senza recare gravi danni. Dal 1947 cominciarono i lavori di sopraelevazione del convento, terminati pochi anni dopo. E proprio questi nuovi locali, in seguito al terremoto del 1980, sono stati utilizzati come sede provvisoria del Comune di Baronissi. Attualmente il convento, oltre ad emergere come importante centro religioso ed artistico, ospita il Museo dell'Opera del convento, in cui si possono ammirare anche opere importanti provenienti da altri Conventi, la sede della biblio-mediateca comunale "Peppino Impastato", nonché il FRAC (Fondo regionale d'arte contemporanea), la Casa della poesia (organizzazione che rivolge i propri interessi al campo della poesia, della letteratura e dell'editoria) ed una sala conferenze.

## La biblioteca

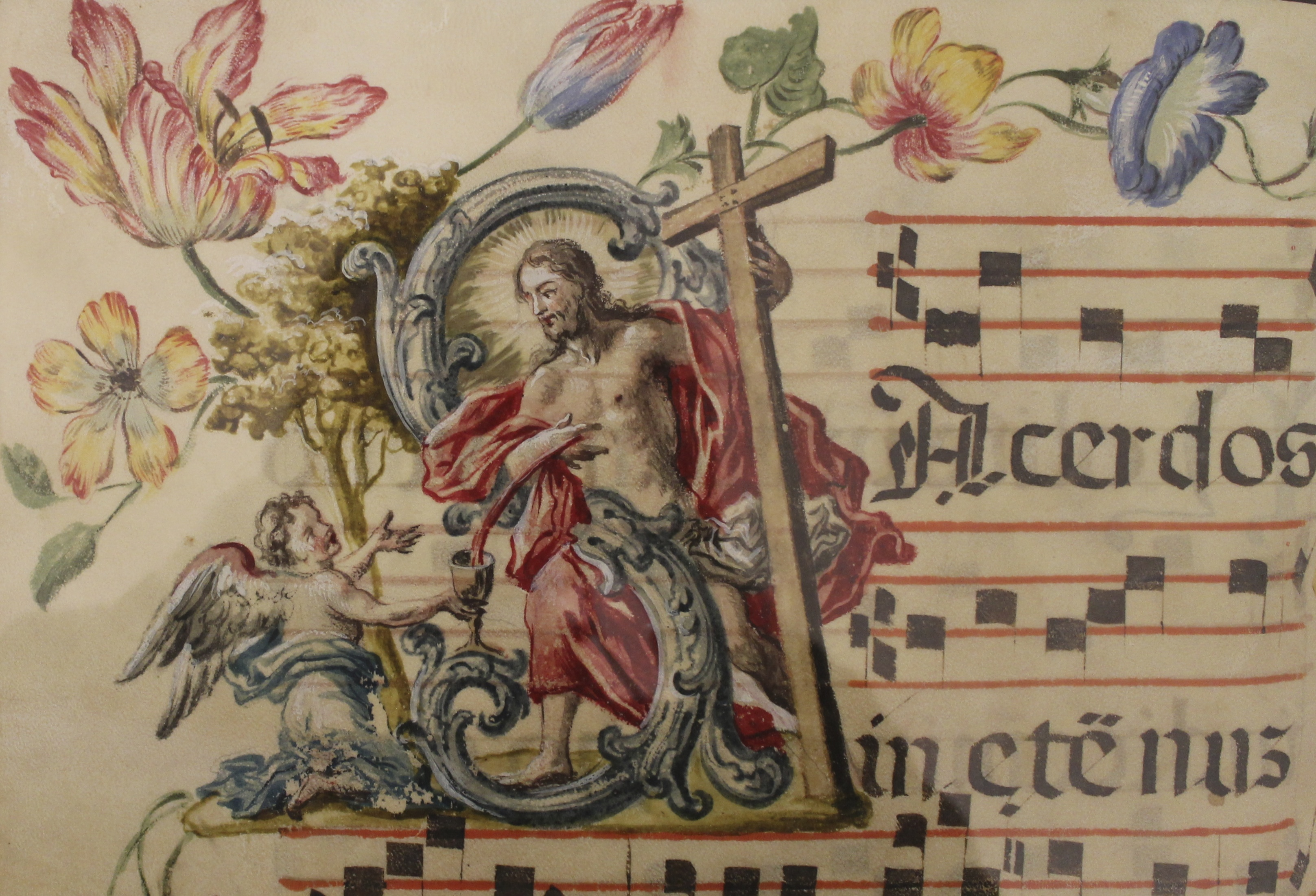
Capolettera miniato dal P. Bernardo da Rometta in un libro corale del 1720.

Attualmente la biblioteca conserva oltre 10.000 volumi. In seguito alla soppressione del 1866 la biblioteca del convento fu spogliata quasi del tutto ed i preziosi volumi furono portati alla biblioteca provinciale di Salerno, che ospita un intero fondo di libri che recano all'interno l'indicazione "SS. Trinitatis S. Severini". Tuttavia si conservano ancora preziosissimi esemplari: tra questi spiccano 9 Corali liturgici pergamenacei scritti nel 1717 dai padri Bernardino da Borgo San Lorenzo e Giovanni Pietro da Radicoforo della Provincia Riformata Toscana e miniati dal P. Bernardo da Rometta, 50 incunaboli, 350 cinquecentine di Aldo e Paolo Manuzio, dei Giunta fiorentini, degli editori veneziani del cinquecento e del seicento, 25 manoscritti. Questi volumi inoltre per l'elevatissimo valore artistico, furono esposte nel 1961 alla Mostra dei manoscritti con motivi natalizi presso il Palazzo Reale di Napoli. Fanno parte della stessa biblioteca i numerosi volumi del soppresso Collegio Serafico, raccolti da fra Generoso di Muro negli anni difficilissimi del secondo dopoguerra. Negli ultimi anni la biblioteca dei frati sta accogliendo importanti fondi librari antichi provenienti da biblioteche francescane della Provincia. Attualmente è in corso la catalogazione.

## Il chiostro

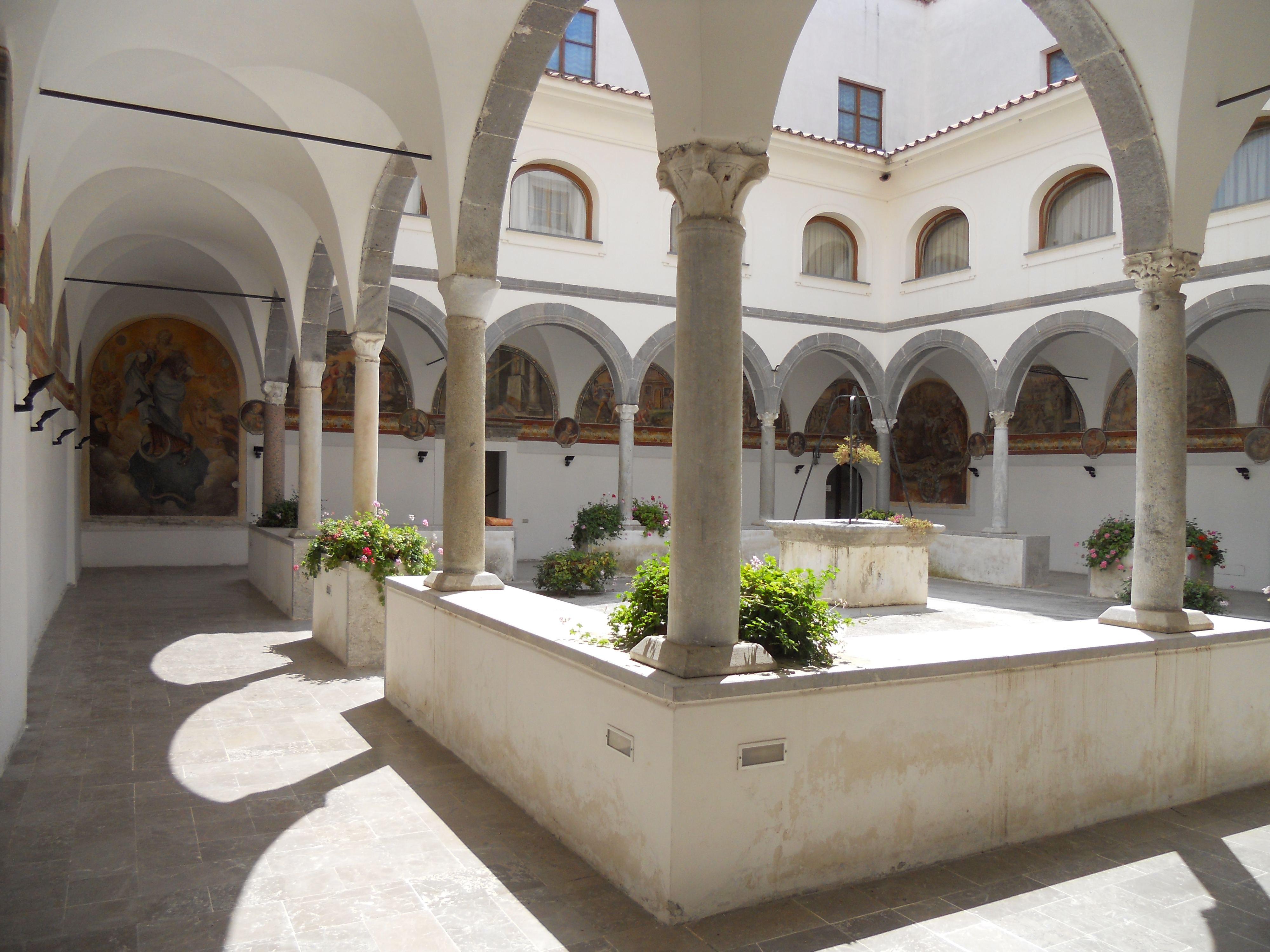
Il quattrocentesco chiostro del convento.

Il chiostro, a pianta quadrata, risale al XV secolo e presenta il caratteristico pozzo centrale. Lungo la fascia perimetrale corre un ampio ambulacro, delimitato da sedici archi a tutto sesto, poggianti su altrettante colonne di spoglio di epoca romana-medievale con capitelli compositi. Nelle lunette delle pareti interne si sviluppa un ciclo di affreschi della prima metà del XVII secolo, raffiguranti scene della vita di San Francesco. Al di sotto di questi affreschi si presenta una serie di medaglioni di Santi Francescani, ed ancora, in due grandi lunette, si possono ammirare due affreschi attribuibili alla mano di Michele Ricciardi raffiguranti l'uno la Vergine Immacolata e, l'altro, il martrio dei missionari francescani fra Felice de Felice da Sanseverino, padre Antonio de Martino da Pescopagano e fra Giuseppe d'Atina, avvenuto il 25 marzo 1648 a Suakin, in Etiopia. Forse però l'opera di maggior valore artistico presente nel chiostro è un affresco del XVI secolo raffigurante una Deposizione entro un arcosolio. Altro elemento caratteristico del chiostro è il campanile, che termina con una cuspide, per certi versi arabizzante. Prima dei restauri del 2002 il chiostro era profondamente snaturato rispetto all'assetto originario. Questo intervento di restauro ha restituito lo stile puramente francescano che il tempo aveva deturpato. 

## Il Museo dell'Opera del convento
Negli scorsi anni i frati hanno pensato di raccogliere le opere presenti nel convento per costituire un museo nei bei locali recentemente restaurati che affacciano sul chiostro quattrocentesco. Nel Museo si possono ammirare numerose opere tra le quali si segnalano una splendida tela di Angelo Solimena raffigurante san Bernardino da Siena, l'insieme dei 14 dipinti di Michele Ricciardi che costituiscono la Via Crucis, altre due opere dello stesso autore, ossia un'Addolorata ed un Cristo alla colonna del 1701 di notevoli dimensioni, un angelo custode di scuola fiamminga, due tavole quattrocentesche raffiguranti san Michele Arcangelo e sant'Antonio da Padova, un Bambino Gesù seicentesco in cera di scuola siciliana, una natività di grandi dimensioni, opera di un valente maestro dell'arte presepiale napoletana del Settecento, reliquie di santi francescani, preziosi calici e paramenti sacri, circa 30 pastori napoletani settecenteschi che costituiscono un importante presepe, alcune urne cinerarie di epoca romana, e moltissime altre opere di pari valore ed interesse artistico. 

## La chiesa
La chiesa del convento, con pianta a croce latina, è lunga 52 m e larga circa 13. 
Varcata la porta d'ingresso, si entra in un vestibolo rettangolare, la cui volta è divisa in quattro vele, in ognuna delle quali è affrescata una figura allegorica (la Musica, la Grazia, l'Anima, l'Armonia). All'inizio della navata, tra la prima cappella a destra e sinistra, vi sono due volte a vela affrescate con rappresentazioni allegoriche delle otto beatitudini. Questi affreschi, datati 1699, fanno parte della lunga serie di opere di Michele Ricciardi presenti in questo convento. 
La navata è coperta da un soffitto ligneo dipinto, commissionato dai signori Decio e Benedetto Farina, risalente al 1695, in cui sono inserite tre tele del XVII secolo di grandi dimensioni. Quella centrale, raffigurante la Gloria di san Francesco, è della cerchia di Angelo Solimena, o probabilmente autografa dello stesso autore. Le due tele laterali invece raffigurano san Giovanni da Capestrano alla battaglia di Belgrado e san Francesco, e sono entrambe di Andrea Miglionico. 

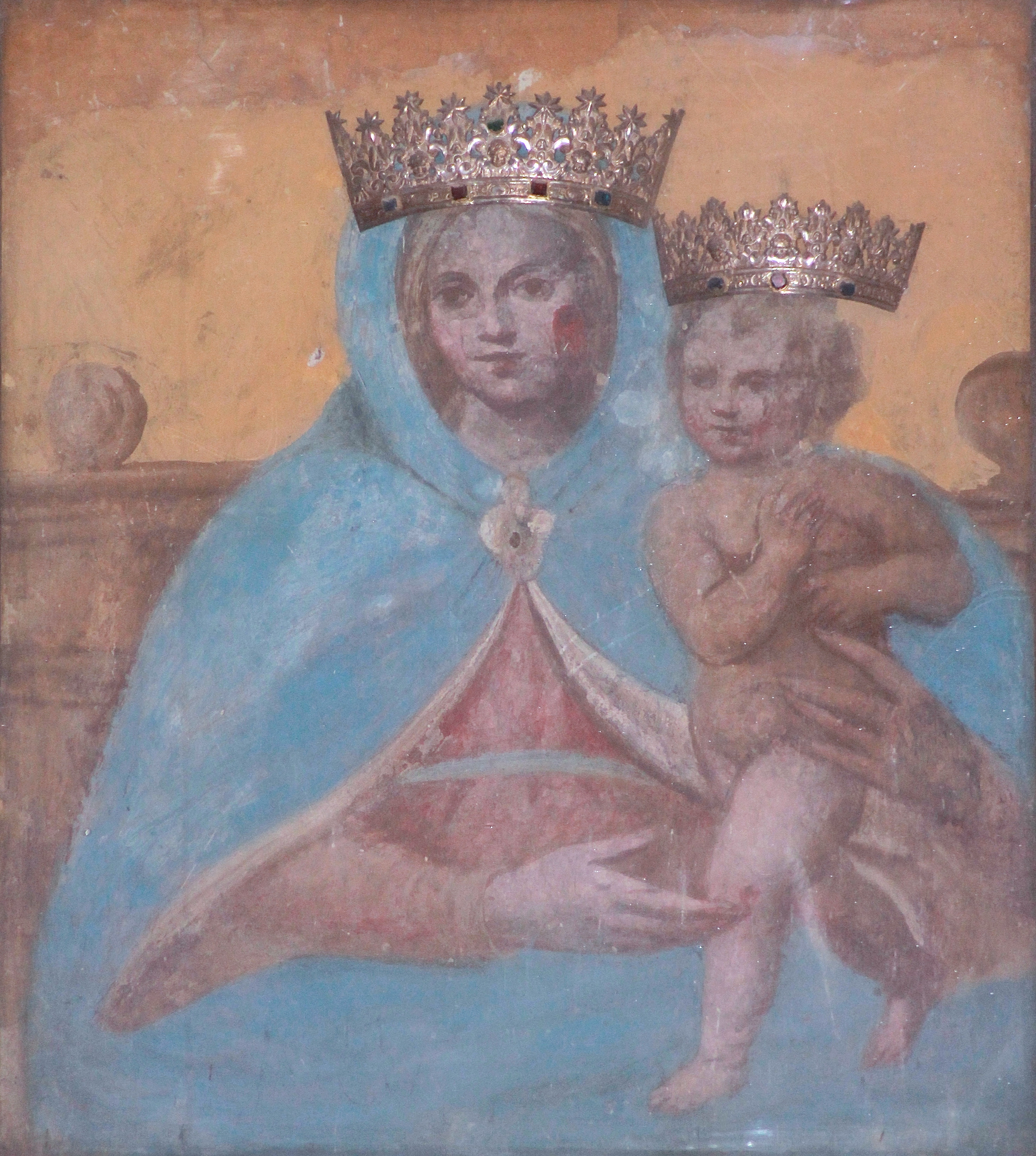
Madonna dell'Arco, affresco del Padre Diego Campanile da Sanseverino iuniore, 1652

Sull'intradosso sinistro dell'arco trionfale che separa la navata dal transetto, racchiusa da una cornice lignea intagliata e dorata e protetta da un vetro, è presente un'immagine miracolosa della Madonna dell'Arco, dipinta ad affresco dal Padre Diego Campanile da Sanseverino iuniore nel 1652. Intorno a quegli anni grandi schiere di fedeli accorrevano dalle regioni vicine tanto che si rese necessaria la costruzione di un altare per la celebrazione della Messa. L'immagine della Madonna fu incorniciata da stucchi e gioielli. Durante i restauri della chiesa nel 1919 fu deciso di abolire l'altare e gli stucchi che costituivano un intralcio e che compromettevano l'armonia e la simmetria nella veduta d'insieme della chiesa.
L'altare maggiore (purtroppo parzialmente eclissato da un altro altare posticcio posizionato al centro del transetto per la celebrazione secondo la riforma liturgica) risale al 1708 ed è interamente intarsiato. Il paliotto, anch'esso intarsiato, riprende le decorazioni del soffitto della navata. Il presbiterio è racchiuso da una balaustra in marmo realizzata nel 1723 a spese della famiglia Campanile, come è testimoniato dagli stemmi presenti sui pilastrini del cancello. 

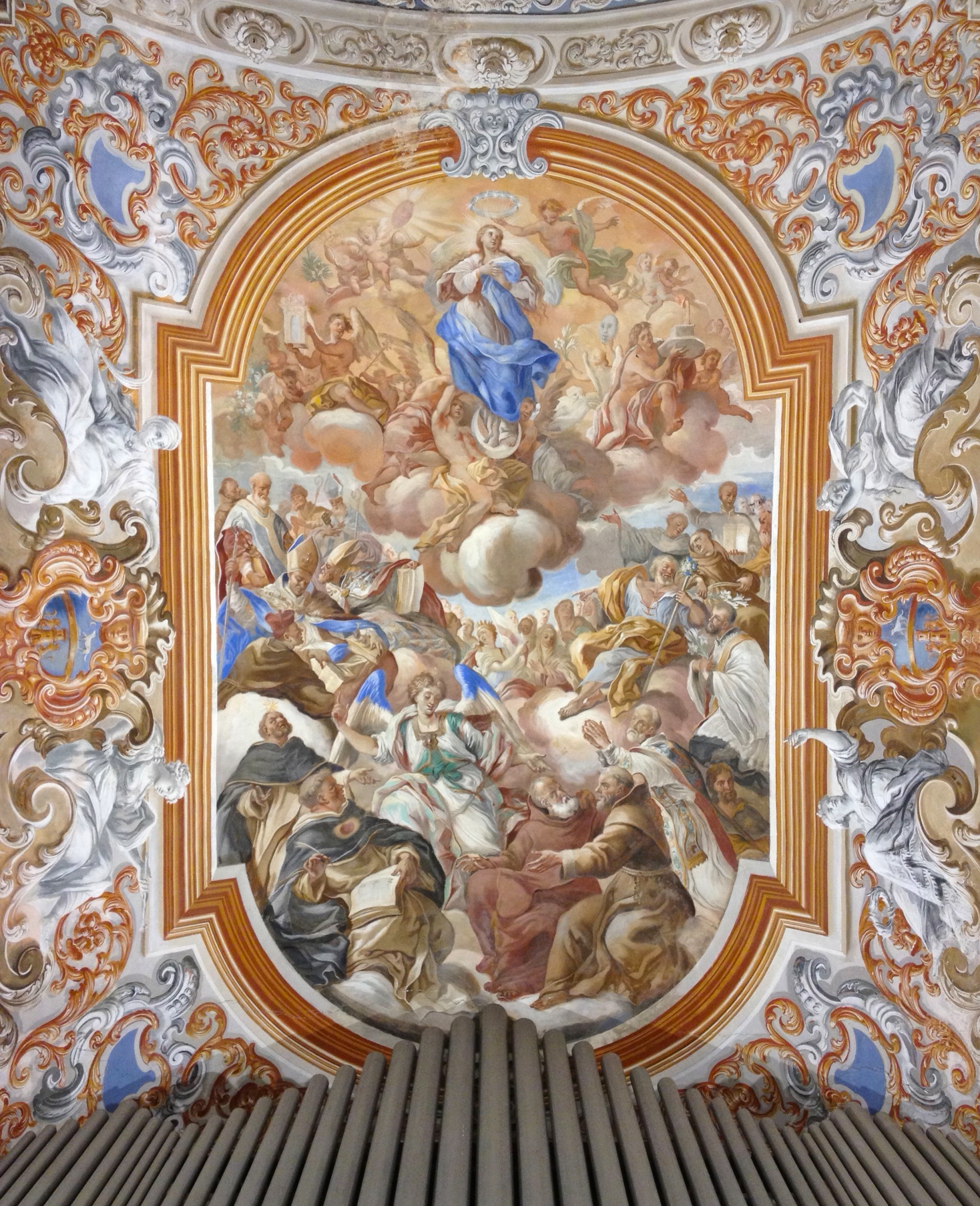
Gloria dell'Immacolata - Michele Ricciardi, 1708-09.

Alle spalle dell'altare maggiore si trova il coro in noce, intagliato, intarsiato e datato 1710. Alle pareti affreschi di Michele Ricciardi (alcuni di essi sono stati coperti quando, negli anni cinquanta, fu murata la finestra con vetrate policrome e posizionato l'organo) datati 1708-1709 raffiguranti l'Incontro di san Francesco di Paola con Luigi XI, la scena di san Francesco alla corte del sultano e, nella volta a botte, la Gloria dell'Immacolata, ritenuto uno degli affreschi più belli mai dipinti dal Ricciardi. 
A questo biennio sono collocabili anche gli affreschi del cleristorio della navata, raffiguranti le allegorie della Religione, della Fede, della Giustizia, della Pazienza, del Pianto, della Fortezza. 
Alla mano del Ricciardi appartiene inoltre l'intera decorazione del transetto, con l'Assunzione della Vergine, datata 1721, la Gloria dell'Ordine Domenicano da una parte e Francescano dall'altra, le Visioni di san Domenico e del beato Giovanni Duns Scoto, il Sogno di Giacobbe ed il Sacrificio d'Isacco. Ma l'esperienza del Ricciardi in questo convento non era ancora terminata: nel 1731 è chiamato per la Via Crucis, un insieme di 14 tele, ora conservate nel Museo dell'Opera del convento mentre per la chiesa sono state riprodotte come fotografie stampate su tela. Purtroppo però nel secolo scorso si sono verificati interventi di pessimo gusto che hanno modificato l'insieme della chiesa ed il suo valore artistico. Nel 1953 infatti fu sostituito il meraviglioso pavimento settecentesco in maiolica con piastrelle di cemento, fu abolita la sopraelevazione del transetto, lasciando gli altari con un gradino sproporzionato, furono eliminate numerose tombe ed epigrafi molto antiche o comunque rimosse dalla posizione originaria, fu murata una finestra ornamentale con vetri policromi che dava luce al coro, spostate le canne dell'organo dalla posizione originaria e naturale, ovvero dalla cantoria furono trasferite nel coro, comportando così la copertura degli affreschi di Michele Ricciardi, ed infine fu sostituito lo splendido soffitto del transetto, causando la completa distruzione del tavolato e di una tela del Miglionico di grandi dimensioni, raffigurante la morte di San Francesco. Ma gli interventi sbagliati purtroppo sono continuati nel tempo: di recente è stata trasferita la pala raffigurante l'Immacolata tra S. Francesco e S. Antonio di Teodoro d'Errico dalla cappella dell'Immacolata sull'altare maggiore, creando in questo modo uno squallido vuoto nella cappella ed uno stravolgimento delle proporzioni originarie della chiesa. Lungo la navata ed il transetto si sviluppa una serie di venti cappelle gentilizie, che nei secoli scorsi erano di juspatronato delle famiglie nobili locali, le quali vi esercitavano il diritto di sepoltura. In quasi tutte queste cappelle si possono ammirare opere lignee di Niccolò Fumo.

### Le cappelle gentilizie a destra della navata

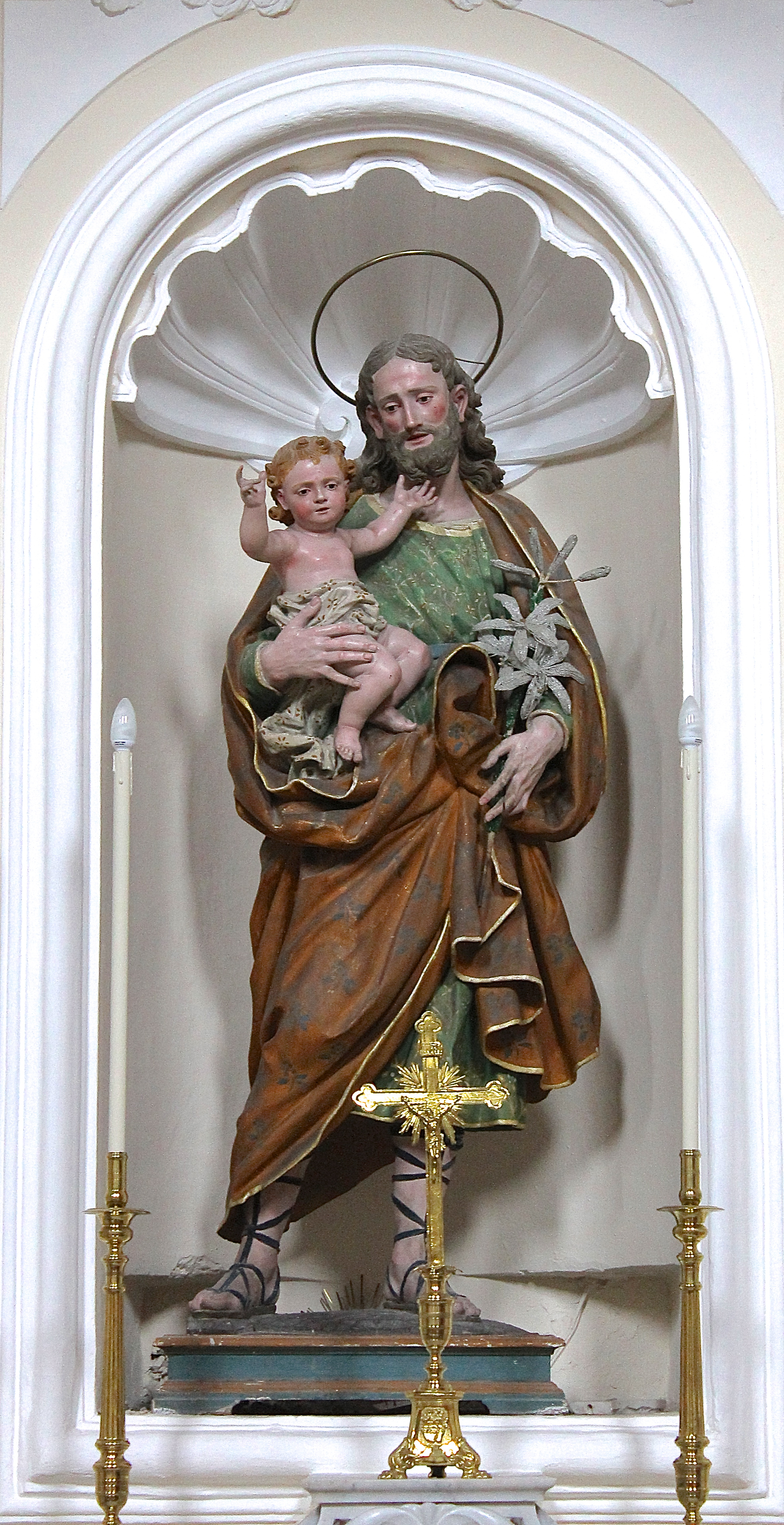
San Giuseppe, scultura lignea di Nicola Fumo

La prima cappella attualmente è priva dell'altare, dello stemma gentilizio e della pala d'altare (quest'ultima è custodita nel Museo dell'Opera del convento), che raffigura la Natività di Gesù, con la Vergine e san Giuseppe a sinistra, ed un gruppo di santi a destra tra i quali si nota in primo piano san Carlo Borromeo, in vesti cardinalizie, titolare della cappella, ed un santo domenicano. Tra la prima e la seconda cappella ai piedi del pilastro si trova una lastra tombale del 1462. 
La seconda cappella, dedicata a san Pietro d'Alcantara con la statua lignea del santo scolpita da Nicola Fumo, è sormontata dallo stemma francescano ed era di proprietà della famiglia Pastore di Capriglia.
La terza cappella presenta un crocifisso ligneo di Nicola Fumo ed è sormontata dallo stemma gentilizio della famiglia Donato di Baronissi.
La quarta cappella, dedicata a san Giuseppe, ospita una scultura lignea di Nicola Fumo. Un tempo di juspatronato della famiglia Pennini di Sava, è stato rifatto dalla famiglia Barra nel 1935.
La quinta cappella, dedicata a san Michele Arcangelo, presenta lo stemma gentilizio della famiglia Scalea di Sava, la quale aveva diritto di sepoltura, che cedette alla famiglia Mutarelli di Saragnano. La statua è opera di Nicola Fumo.
La sesta cappella, dedicata alla Madonna del Carmine, era della famiglia Mari di Saragnano, come si evince dallo stemma gentilizio.
La settima cappella, attualmente priva dell'altare e sormontata dallo stemma francescano, presenta una lastra tombale con lo stemma della famiglia Ricciardo di Saragnano. In questa cappella di recente è stato scoperto un affresco del Quattrocento raffigurante san Francesco che passa le anime elette alla Madonna. In verità tale affresco ha una continuazione, come emerge da alcune scrostature della pittura, ma tutto resta in sospeso per motivi economici.

### Le cappelle gentilizie a sinistra della navata

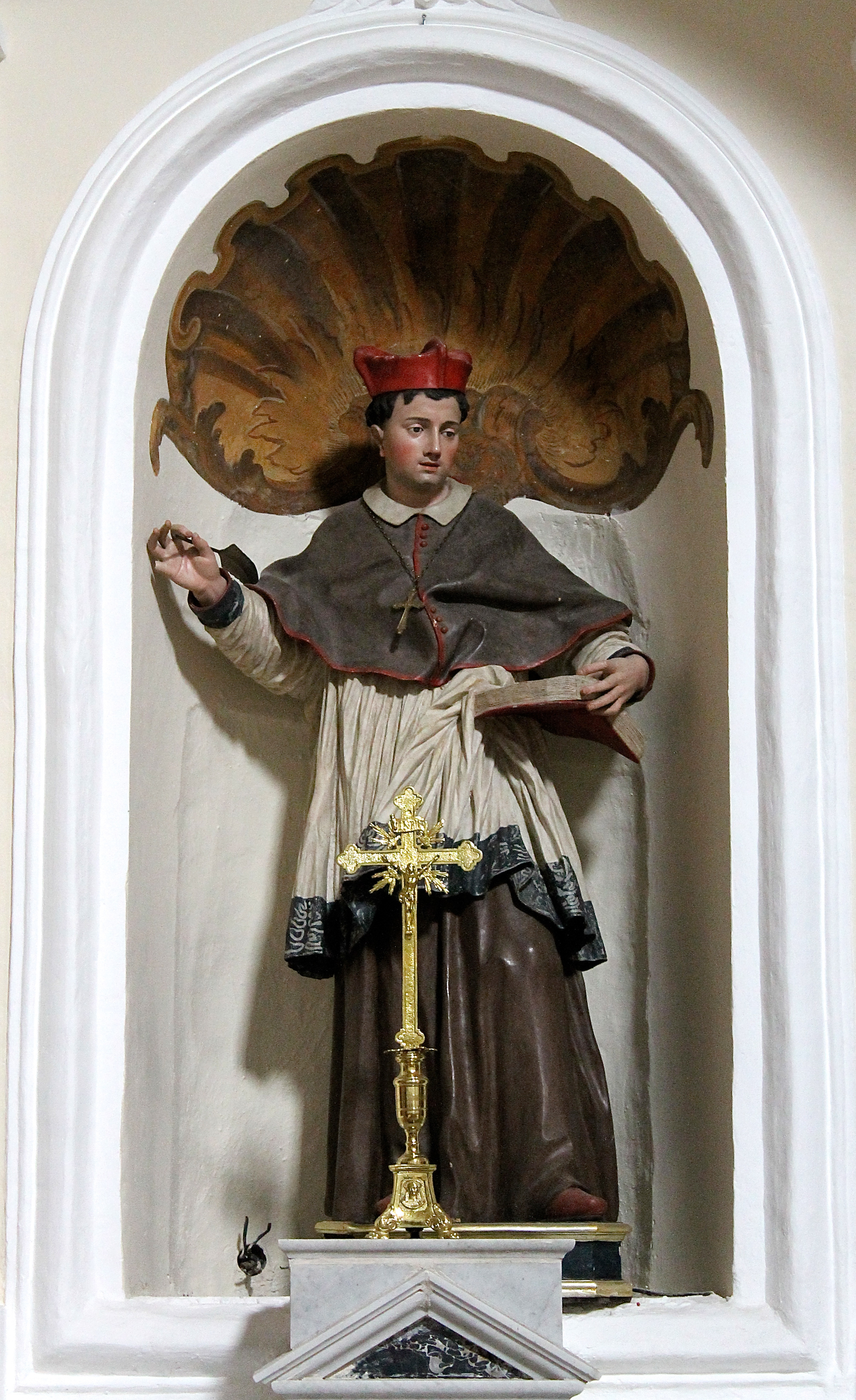
San Bonaventura da Bagnoregio, scultura lignea di Nicola Fumo

La prima cappella, come la corrispondente destra, è priva dell'altare, dello stemma gentilizio e della pala d'altare, trafugata, che raffigurava la Nascita del Battista, al quale era dedicata la cappella.
La seconda cappella ha sul frontale lo stemma gentilizio della famiglia Farina, ed è dedicata alla Madonna delle Grazie, raffigurata nella bella pala d'altare, della scuola di Andrea Sabatini.
La terza cappella, dedicata a santa Rosa da Viterbo, ha sull'arcata lo scudo della famiglia Siniscalchi di Baronissi. La statua è opera di Nicola Fumo.
La quarta cappella presenta lo stemma della famiglia Mutarelli, ed è dedicata a san Bonaventura di cui è ospitata una scultura lignea opera di Nicola Fumo.
La quinta cappella, dedicata all'Addolorata, con la statua lignea opera di Nicolò Fumo, ha lo stemma gentilizio della famiglia d'Avossa originaria di Bergara (Regno di Spagna), ed è appartenuta alle famiglie Petrone e Pagliara.
La sesta cappella, dedicata attualmente a santa Chiara d'Assisi, era un tempo dedicata a San Diego, ed era di proprietà della famiglia Barone. La statua della santa è di fattura recente.
La settima cappella attualmente è priva dell'altare, ed è sormontata dallo stemma gentilizio della famiglia Scalea. Anche in questa cappella, come nella corrispondente a destra, da alcune scrostature della pittura sono emersi segni di affreschi molto antichi, ma anche in questo caso bisognerebbe indagare. 

### Le cappelle gentilizie del transetto
La prima cappella a destra è dedicata a sant'Anna, un tempo della famiglia Barbariti di Sava, presenta ora lo stemma della famiglia Rocco. L'altare è stato rifatto nel 1949, anno in cui fu aggiunta nella nicchia una statua in cartapesta della Madonna.
La seconda cappella a destra è dedicata alla Madonna di Montevergine e presenta una statua lignea di Nicolò Fumo raffigurante la Madonna di Montevergine con il Bambino in mano (quest'ultimo è stato rimosso ed è conservato ne Museo dell'Opera del convento) ed è sormontata dallo stemma gentilizio della famiglia Alemagna.
La prima cappella a sinistra è dedicata a san Pasquale Baylon ed era della famiglia Saggese. Fino al 1718 era dedicata allo Spirito Santo, ed era di proprietà della famiglia de Durante di Sava. Attualmente questa cappella è l'unica che conserva l'altare originario seicentesco in stucco. Gli altri, in marmo, furono ricostruiti in marmo negli anni '30 del Novecento.
La seconda cappella a sinistra è dedicata al patriarca san Francesco, patrono di Baronissi. Sull'arco lo stemma gentilizio della famiglia Campanile di Sava, che aveva il patronato sulla cappella ed il diritto di sepoltura.

### Le cappelle ai lati del coro
La cappella a destra del coro è dedicata all'Immacolata. Presenta un altare seicentesco di legno intagliato con fregi d'oro, che faceva un tutt'uno con la tavola di Teodoro d'Errico, raffigurante l'Immacolata tra S. Francesco e S. Antonio, ora impropriamente collocata sull'altare maggiore. Nella seconda metà dello scorso secolo è stato scoperto un ciclo di affreschi del XV secolo, raffiguranti scene della vita della Vergine. 
La cappella sinistra porta sull'arcata lo stemma della famiglia Gaiano di Sava, ed è dedicata a sant'Antonio. Il pavimento maiolicato risale al Settecento, quando fu rifatta tutta la pavimentazione della chiesa, distrutta poi nel 1953. Sul pavimento è visibile la lastra sepolcrale della tomba della famiglia Gaiano e sulla parete destra il monumento sepolcrale rinascimentale del giureconsulto Giacomo de Gayano, morto il 12 luglio 1512..